# 永新州
永新州，元朝时设置的州。
元贞元年（1295年），升永新县为州，治所在今江西省永新县。属吉安路。辖境相当今江西省永新、宁冈、莲花等县地。明朝洪武初复降为县。